# Вдачи
Вдач — в Древней Руси предположительно представитель одной из категорий рядовичей, наряду с закупами, бедный человек, получивший ссуду хлебом или деньгами с условием отработки этого долга в течение определённого срока и попадавший в кабальную зависимость к ссудодателю. Если в срок работа не выполнялась, то должник обязан был возвратить долг.
Известен по ст. 111 Устава о холопах Пространной редакции Русской Правды, в ряде изводов которой (Троицкий IV список) читается: «А вдач не холоп и ни по хлебе роботят ни по придатце; но оже не доходят года, то ворочати ему милость, отходит ли, то не виноват есть», то есть долг, взятый хлебом или деньгами, не превращает должника в раба; долг подлежит либо возврату, либо отработке в определённый срок. Термин «вдач» точно не установлен, поскольку в других изводах Русской Правды имеется разночтение «въ дачѣ» («А въ дачѣ не холопъ», Толстовский, Троицкий IV списки и др.) или «вда цену» (Пушкинский список). «Дача» может пониматься как ссуда, передаваемая господином закупу, а смысл статьи заключается в том, что за ссуду деньгами или хлебом или за проценты не обращают в рабство (холопство).

## Различные толкования
В. И. Сергеевич цитировал этот текст по списку Мусина-Пушкина: «Вда цену не холоп...» и считал, что статья имеет в виду рабочих, нанимаемых на годовой срок и получающих плату вперёд. Плата эта давалась или натурой (хлебом и придатком к денежной наёмной плате), или деньгами («вда цену»). М. А. Дьяконов считал, что закуп — дворовый или пашенный наймит, работавший за плату, которую он получал вперёд, в то время как вдач — человек, отрабатывавший господскую «милость». Общая черта и того, и другого состояла в том, что они должники своих господ, но не холопы. О вдаче это прямо сказано, что указывает на тенденцию заимодавцев считать их несвободными. Свобода закупов ограждалась в отдельных случаях, но эта свобода была непрочной: ряд проступков закупа (бегство, кража) вёл к её утрате. Кроме того, господин имел право наказывать закупа за вину. М. Ф. Владимирский-Буданов полагал, что статья указывает источник одного рода закупничества.
По мнению Б. Д. Грекова, речь идёт не об обычной ссуде, а об особой форме зависимости, в некоторых отношениях напоминающей «добровольное холопство» или «служилую кабалу» раннего Московского государства. Под «придатком» учёный понимал процент. Греков считал, что статья говорит не о найме как таковом, а о привлечении работников путём выдачи хлеба или денег под процент. «Дача» представляла собой не столько способ непосредственного привлечения рабочей силы, сколько способ закабаления: привлечение к работам вытекало из невозможности для должника погасить долг. Долг мог быть погашен работой в течение некоторого срока, и не обязательно годового, поскольку слово «годъ» чаще всего означало время вообще, тогда как в Русской Правде, если требуется обозначить количество времени, равное году, употребляется термин «лѣто». Согласно Грекову, вдач представлял собой бедного человека, берущего в долг хлеб или деньги и обязующегося отработать этот долг в определённый срок. Вдач был близок к закупу и являлся одной из разновидностей рядовича.
А. А. Зимин считал, что ст. 111 Пространной Правды является логическим продолжением предыдущей ст. 110, в которой указаны источники обельного (полного) холопства. В частности, холопом становился слуга, поступающий на службу без заключения договора («ряда»). Следующая ст. 111 говорит о случае, когда лицо поступает на службу по договору и в холопа не обращается. По мнению Зимина, лицо, получившее «дачу» («милость»), то есть определённый объём хлеба или определённую денежную сумму при условии работы на господина — «не кто иной, как закуп». Закуп упомянут в аналогичной статье Правосудия митрополичья, по которой он должен был также возвратить «задаток», хотя уже вдвойне, и мог уйти, будучи «не виноват» (отработав долг). Если закуп (челядин-наймит) бежал от своего хозяина, то становился обельным холопом (ср. ст. 65 Пространной Правды). «Придаток», согласно Зимину, мог состоять из инвентаря, скота и др. Он давался закупу хозяином на время его работы по «ряду». «Дачу» статьи 111 Зимин считал синонимом «купы» (долга закупа).